# Дасов
Дасов (њем. Dassow) град је у њемачкој савезној држави Мекленбург-Западна Померанија. Једно је од 91 општинског средишта округа Нордвестмекленбург. Према процјени из 2010. у граду је живјело 4.052 становника. Посједује регионалну шифру (AGS) 13058022.

## Географски и демографски подаци
Дасов се налази у савезној држави Мекленбург-Западна Померанија у округу Нордвестмекленбург. Град се налази на надморској висини од 12 метара. Површина општине износи 66,5 km². У самом граду је, према процјени из 2010. године, живјело 4.052 становника. Просјечна густина становништва износи 61 становника/km².